# Hitachi Rivale 2018-2019
Questa voce raccoglie le informazioni riguardanti l'Hitachi Rivale nella stagione 2018-2019.

## Organigramma societario
Area direttiva
- Presidente: Hiroki Tsukimori

Area tecnica
- Allenatore: Sadatoshi Sugawara
- Assistente allenatore: Kazuto Takahashi, Kazuhiko Tatsukawa
- Scoutman: Matsumaru Masaya

## Rosa
| N° | Nome             | Ruolo | Data di nascita  | Nazionalità sportiva |
| -- | ---------------- | ----- | ---------------- | -------------------- |
| 1  | Kaori Mabashi    | S     | 18 novembre 1996 | Giappone             |
| 2  | Yuka Onodera     | P     | 22 marzo 1997    | Giappone             |
| 3  | Uran Horii       | S     | 25 febbraio 1995 | Giappone             |
| 5  | Laura Heyrman    | C     | 17 maggio 1993   | Belgio               |
| 6  | Maiha Haga       | C     | 11 maggio 1993   | Giappone             |
| 7  | Kanako Saito     | L     | 3 giugno 1994    | Giappone             |
| 8  | Miya Satō        | P     | 7 marzo 1990     | Giappone             |
| 9  | Hisae Watanabe   | S     | 11 aprile 1992   | Giappone             |
| 10 | Anna Koike       | L     | 16 dicembre 1996 | Giappone             |
| 12 | Moemi Toi        | S     | 16 ottobre 1987  | Giappone             |
| 13 | Miwako Osanai    | S     | 19 luglio 1997   | Giappone             |
| 15 | Sakura Doi       | S     | 28 marzo 1995    | Giappone             |
| 17 | Fuyumi Okumu Oba | S     | 27 giugno 1998   | Giappone             |
| 18 | Ruriko Uesaka    | S     | 7 settembre 1999 | Giappone             |
| 19 | Miyu Kubota      | S     | 24 maggio 1995   | Giappone             |
| 20 | Mai Irisawa      | C     | 2 giugno 1999    | Giappone             |
| 21 | Asuka Makiguchi  | S     | 10 agosto 1999   | Giappone             |

## Statistiche

### Statistiche dei giocatori
| Giocatrice   | V.League Division 1 | V.League Division 1 | V.League Division 1 | V.League Division 1 | V.League Division 1 |
| Giocatrice   | P                   | PT                  | AV                  | MV                  | BV                  |
| ------------ | ------------------- | ------------------- | ------------------- | ------------------- | ------------------- |
| S. Doi       | 27                  | 2                   | 0                   | 0                   | 2                   |
| M. Haga      | 11                  | 22                  | 16                  | 5                   | 1                   |
| L. Heyrman   | 11                  | 137                 | 99                  | 36                  | 2                   |
| U. Horii     | 27                  | 68                  | 49                  | 13                  | 6                   |
| M. Irisawa   | 27                  | 276                 | 178                 | 68                  | 30                  |
| A. Koike     | 27                  | 0                   | 0                   | 0                   | 0                   |
| M. Kubota    | 27                  | 251                 | 208                 | 29                  | 14                  |
| K. Mabashi   | 27                  | 12                  | 12                  | 0                   | 0                   |
| A. Makiguchi | 10                  | 0                   | 0                   | 0                   | 0                   |
| F. Okumu Oba | 0                   | 0                   | 0                   | 0                   | 0                   |
| Y. Onodera   | 27                  | 5                   | 1                   | 3                   | 1                   |
| M. Osanai    | 27                  | 387                 | 350                 | 22                  | 15                  |
| K. Saito     | 27                  | 0                   | 0                   | 0                   | 0                   |
| M. Satō      | 23                  | 37                  | 15                  | 18                  | 4                   |
| M. Toi       | 26                  | 57                  | 49                  | 5                   | 3                   |
| R. Uesaka    | 27                  | 212                 | 200                 | 5                   | 7                   |
| H. Watanabe  | 27                  | 421                 | 399                 | 11                  | 11                  |

P = presenze; PT = punti totali; AV = attacchi vincenti; MV = muri vincenti; BV = battute vincenti

NB: Non sono disponibili i dati relativi alla Coppa dell'Imperatrice, al Torneo Kurowashiki e di conseguenza quelli totali